# Ernst Busch (Offizier)

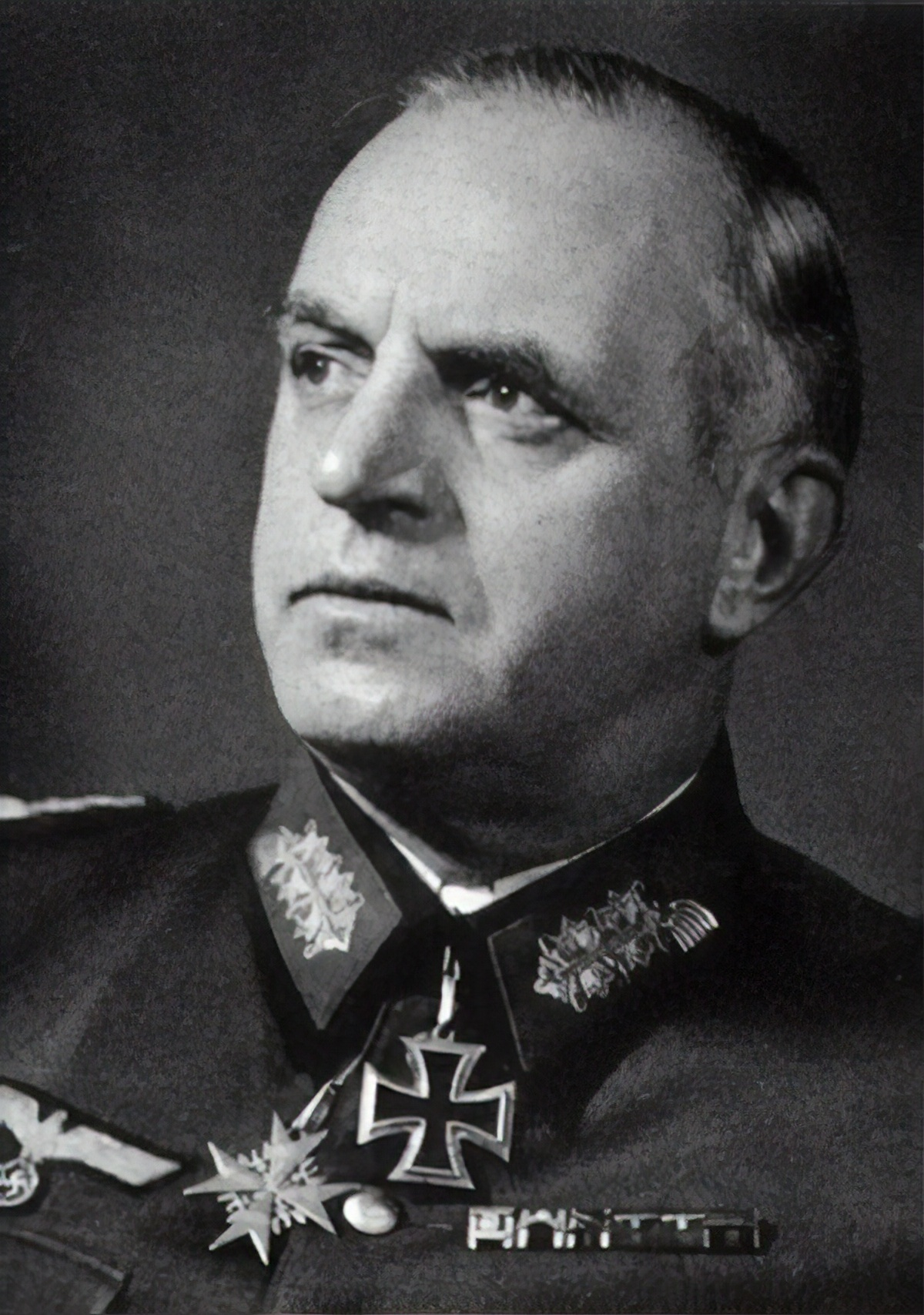
Generaloberst Ernst Busch (1940)

Ernst Wilhelm Bernhard Busch (* 6. Juli 1885 in Essen-Steele, Rheinprovinz; † 17. Juli 1945 in Aldershot, Hampshire, Vereinigtes Königreich) war ein deutscher Offizier, zuletzt Generalfeldmarschall im Zweiten Weltkrieg. Er war einer der treuesten Anhänger Hitlers in der deutschen Generalität und mitverantwortlich für den Zusammenbruch der Heeresgruppe Mitte während der sowjetischen Sommeroffensive Operation Bagration.

## Biografie
Ernst Busch war der Sohn des Direktors des königlichen Waisenhauses der Fürstin-Franziska-Christine-Stiftung Essen-Steele, Wilhelm Ernst Busch, und dessen Ehefrau Clementine geb. Evens. Im Alter von zwölf Jahren begann er seine militärische Laufbahn, als er 1897 in die Kadettenanstalt Bensberg eintrat. 1901 wechselte er in die Preußische Hauptkadettenanstalt Groß-Lichterfelde und legte dort 1904 sein Abitur ab und wurde daraufhin in die Preußische Armee als Fähnrich übernommen. Nach seiner Beförderung wurde er in das Infanterie-Regiment „Herwarth von Bittenfeld“ (1. Westfälisches) Nr. 13 nach Münster in Westfalen versetzt. Im folgenden Jahr wurde er zum Leutnant befördert. 1908 wurde Busch zum Infanterie-Regiment „Herzog Ferdinand von Braunschweig“ (8. Westfälisches) Nr. 57 nach Wesel versetzt, in dem er bis zum Jahr 1913 Dienst tat. Es folgte am 16. Juni 1913 die Beförderung zum Oberleutnant und eine Versetzung an die Kriegsschule Kassel, wo er als Inspektionsoffizier tätig war.

### Erster Weltkrieg
Mit Ausbruch des Ersten Weltkrieges wurde Busch als Kompaniechef in das Infanterie-Regiment „Vogel von Falckenstein“ (7. Westfälisches) Nr. 56 versetzt, mit dem er fast während des ganzen Ersten Weltkrieges an der deutschen Westfront eingesetzt wurde. Er nahm an den folgenden Schlachten teil:
- Angriff auf Lüttich (4.–16. August 1914)
- Schlacht bei St. Quentin (29. August 1914)
- Wettlauf zum Meer (13. September bis 19. Oktober 1914)
- Erste Flandernschlacht (20. Oktober bis 18. November 1914)
- Winterschlacht in der Champagne (16. Februar bis 20. März 1915)
- Zweite Flandernschlacht (22. April bis 25. Mai 1915)
- Schlacht um Verdun (21. Februar bis 20. Dezember 1916)
- Schlacht an der Aisne (16. April bis Ende Mai 1917)
- Deutsche Frühjahrsoffensive 1918 (21. März bis 17. Juli 1918)

1915 wurde er zum Hauptmann befördert und im Lauf des Jahres 1916 als Bataillonskommandeur eingesetzt. Aufgrund seiner militärischen Erfolge wurde Busch 1918 mit dem Orden Pour le Mérite ausgezeichnet. Während des Kriegs wurde er dreimal verwundet (21. Mai 1915, 10. März 1917, 23. Oktober 1917). Am 7. September 1918 übernahm er eine Kompanie des Regiments z. b. V. „von Möller“, mit dem er in das Deutsche Reich zurückkehrte.
Sein Status als hochdekorierter Veteran des Ersten Weltkriegs brachte Busch später bei Adolf Hitler große Anerkennung ein.

### Weimarer Republik
In der Zeit nach dem Waffenstillstand von Compiègne verblieb Busch, der im Dezember 1918 zum Infanterie-Regiment 56 zurückgekehrt war, bis zum August des folgenden Jahres in dieser Einheit. Danach hatte er verschiedene, nur kurz andauernde Verwendungen, bevor er mit der Bildung des 100.000-Mann-Heeres am 1. Oktober 1920 Kompaniechef im 18. Infanterie-Regiment wurde. Anschließend kam er zum Stab der 6. Division in Münster. 1924 wurde er zum Stab des Reichswehrgruppenkommandos I versetzt und am 1. April 1925 zum Major befördert. Im Oktober 1925 wurde er Inspekteur der Verkehrstruppen im Reichswehrministerium. 1928 wurde Busch dann zur 2. Division nach Stettin versetzt, wo er im Divisionsstab als Erster Generalstabsoffizier (Ia) eingesetzt war.
Am 1. Februar 1930 erfolgte Buschs Beförderung zum Oberstleutnant und die Ernennung zum Bataillonskommandeur im 9. Preußischen Infanterie-Regiment. Im Jahr 1932 wurde Busch schließlich Kommandeur des Regiments und am 1. Oktober 1932 folgte die Ernennung zum Oberst.
Busch war bereits vor der Machtergreifung Adolf Hitlers ein Anhänger des Nationalsozialismus.

### Zeit des Nationalsozialismus
Am 1. September 1935 wurde Busch zum Generalmajor und gleichzeitig zum Kommandeur der 23. Infanterie-Division ernannt. Am 1. Oktober 1937 erfolgte die Beförderung zum Generalleutnant.
Während der Blomberg-Fritsch-Krise Ende Januar und Anfang Februar 1938 stand er klar auf der Seite Hitlers und wurde deshalb noch im gleichen Monat zum General der Infanterie befördert und als Kommandierender General des VIII. Armeekorps und Befehlshaber im Wehrkreis VIII in Breslau eingesetzt. Im Sommer 1938 wandte er sich auf dem Generalstreffen am 4. August 1938 zusammen mit Walter von Reichenau gegen den Generalstabschef Ludwig Beck, als dieser die aggressive Politik Hitlers gegenüber der Tschechoslowakei als falsch darstellte (→Sudetenkrise). Generell gehörte Busch zusammen mit Walter von Reichenau, Wilhelm Keitel und Alfred Jodl zu den treuesten Anhängern Hitlers in der deutschen Generalität und war mit den Angriffsplänen auf Polen voll einverstanden.
Busch war ein Kritiker der von Heinz Guderian entwickelten Panzertruppe als selbstständiger Waffengattung, da er zwar die Möglichkeiten der Motorisierung erkannte, jedoch auf der schlachtentscheidenden Rolle der Infanterie beharrte und Panzern nur eine unterstützende Funktion im Schlachtgeschehen zugestand. Er verband diese Ansicht mit sozialdarwinistischem Gedankengut. Das Schlachtfeld sollte in einer von Busch 1937 veröffentlichten Schrift der Ort sein, an dem die Auslese erfolgen sollte:

„Der Krieg der Zukunft wird ein totaler Krieg sein, ein Krieg, der die drei Dimensionen – Land, Wasser, Luft – ausnutzen wird, ein Volkskrieg, mit allen politischen, wissenschaftlichen und psychologischen Kräften [... Es ist selbstverständlich], daß in Zukunft Kriege ohne die Mitwirkung von mechanisierten und motorisierten Einheiten und auch ohne allgemeine Ausnutzung des Motors nicht denkbar sind. [...] Die Zone des Angriffs, in der der Infanterist auch im Kriege der Zukunft die Hauptlast des Kampfes tragen wird, ist zugleich die Zone des Siegens oder Sterbens. [...] Nur Kampfnaturen, selbstständig, entschlussfreudig, hart und zäh, können die an den Infanteristen zu stellenden Forderungen erfüllen.“

### Zweiter Weltkrieg
Während des Überfalls auf Polen eroberte Busch mit dem VIII. Armeekorps Krakau und stieß bis nach Lemberg (heute Ukraine, 1918–1939 polnisch) vor. Er erhielt anschließend den Oberbefehl über die neuaufgestellte 16. Armee. Mit dieser war er im Westfeldzug am linken Flügel der Heeresgruppe A eingesetzt. Für seine Führungsleistung wurde ihm am 26. Mai 1940 das Ritterkreuz verliehen. Am 19. Juli 1940 erfolgte seine Beförderung zum Generaloberst. Bis zum Mai 1941 verblieb Busch mit der 16. Armee in Frankreich.

#### Oberbefehlshaber der 16. Armee im Deutsch-Sowjetischen Krieg

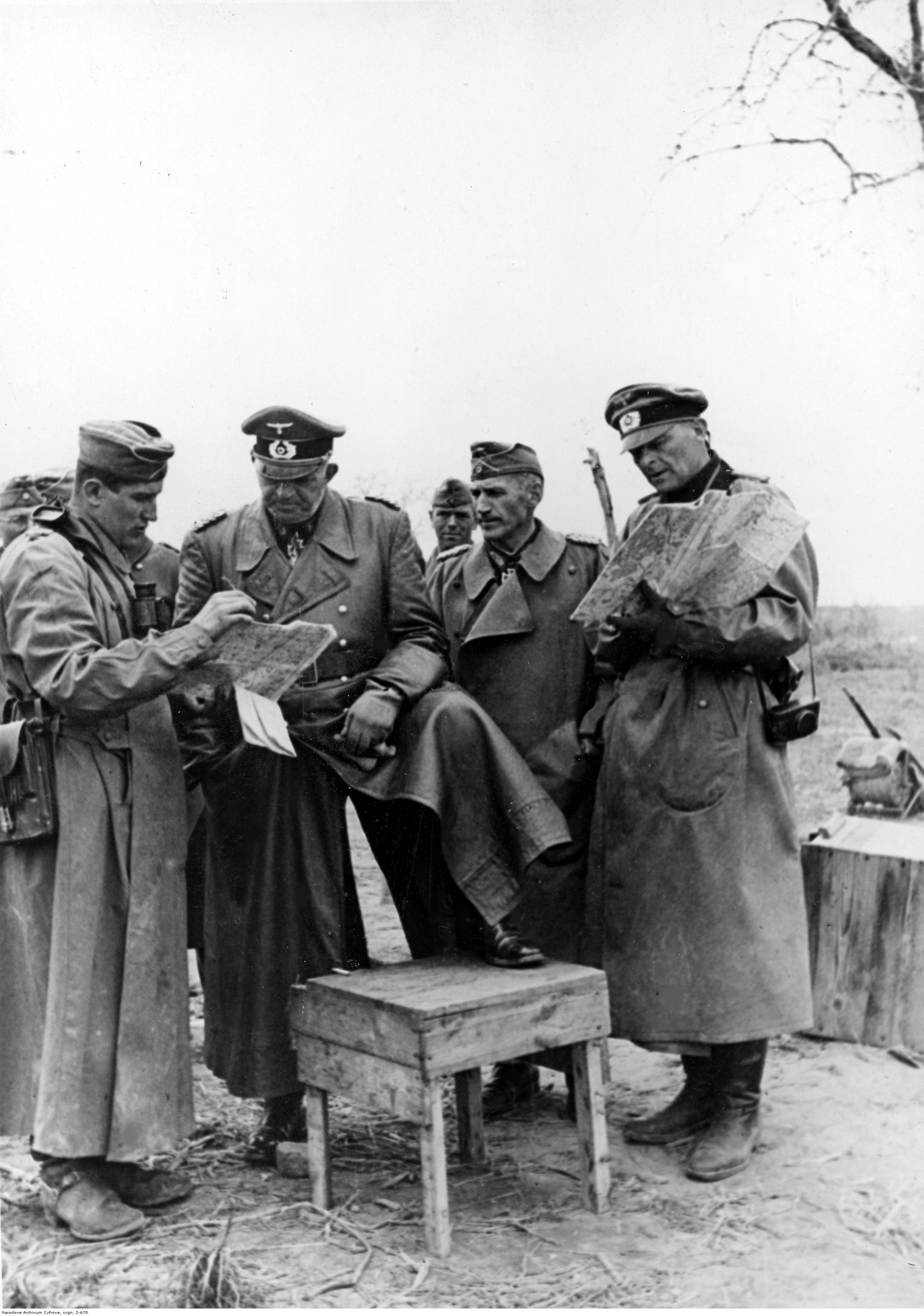
Ernst Busch (Zweiter von links) u. a. mit Hermann Hoth (Zweiter von rechts) bei einer Besprechung, Polen, Januar 1942.

Mit Beginn des Deutsch-Sowjetischen Krieges war Buschs 16. Armee im Verband der Heeresgruppe Nord der südliche Flügel. In der zweiten Augustwoche 1941 eroberte die 16. Armee Staraja Russa südlich des Ilmensees, wobei sie Gefahr lief, von der sowjetischen 38. Armee eingeschlossen zu werden. Deswegen musste das LVI. motorisierte Armee-Korps unter dem Kommando von Erich von Manstein seinen Vorstoß auf Leningrad abbrechen, um die 38. sowjetische Armee zu zerschlagen.
Während der am 8. Januar 1942 beginnenden sowjetischen Winteroffensive durchbrachen fünf Armeen der sowjetischen Nordwestfront die Verteidigungsstellungen der 16. Armee zwischen Seligersee und Ilmensee. Busch befahl gemäß den Weisungen Adolf Hitlers seinen Korps-Kommandeuren, ihre Stellung unbedingt zu halten, obwohl dies aufgrund des ungünstigen Kräfteverhältnisses in Kombination mit den Witterungsbedingungen bei Temperaturen um −40 Grad praktisch unmöglich war. Im Ergebnis von Buschs Haltebefehl wurden 5500 deutsche Soldaten am 28. Januar 1942 in der Stadt Cholm eingeschlossen (→ Schlacht um Cholm) und das II. Armee-Korps am 8. Februar 1942 im Raum Demjansk (→ Kesselschlacht von Demjansk). Die Verbindung zur Heeresgruppe Mitte ging vollständig verloren und die 290. Infanterie-Division wurde bei Demjansk fast vollständig aufgerieben. Busch hatte das Glück, dass die sowjetischen Verbände nach ihrem Durchbruch in südlicher Richtung in den Rücken der Heeresgruppe Mitte vorstießen, wo sie vom XXXXI. deutschen Armee-Korps unter dem Kommando von Generalleutnant Walter Model aufgehalten wurden.
Generaloberst Georg von Küchler war mit Buschs Führungsleistung so unzufrieden, dass er sich zusammen mit dem Generalstabschef Franz Halder bei Hitler darum bemühte, ihn von seinem Kommando zu entheben. Hier kam Busch wieder seine unbedingte Treue zu Hitler zugute. Hitler schlichtete den Streit und Busch konnte, seiner selbstständigen Kommandoführung beraubt, weiterhin Oberbefehlshaber der 16. Armee bleiben.
Die 16. Armee wurde im Frühjahr verstärkt, sodass im April 1942 die Entsetzung des Kessels von Demjansk durchgeführt werden konnte und im Mai 1942 auch die Besatzung von Cholm aus der sowjetischen Umklammerung befreit wurde. Ab Sommer 1942 konzentrierten sich die sowjetischen Angriffe bis zum Januar 1944 auf die weiter nördlich gelegene 18. Armee, die die Leningrader Blockade aufrechterhielt (→ Erste Ladoga-Schlacht, → Zweite Ladoga-Schlacht, → Dritte Ladoga-Schlacht). Buschs Armee konzentrierte sich auf Abwehrkämpfe bei Demjansk und Staraja Russa, sodass der Generaloberst vorerst keine kritische Situation zu meistern hatte. Trotz seiner mittelmäßigen Leistung als Oberbefehlshaber der 16. Armee wurde er als Günstling Adolf Hitlers am 1. Februar 1943 zusammen mit Ewald von Kleist und Maximilian von Weichs zum Generalfeldmarschall befördert. Im August 1943 erhielt Busch das Eichenlaub zum Ritterkreuz.
Nachdem der Oberbefehlshaber der Heeresgruppe Mitte Günther von Kluge am 12. Oktober 1943 bei einem Autounfall schwer verletzt worden war, übertrug Hitler Busch das Kommando über die Heeresgruppe.

#### Oberbefehlshaber der Heeresgruppe Mitte
Die Aufgaben eines Heeresgruppen-Oberbefehlshabers überforderten Busch. Er hatte sich nicht wirklich bewährt und war sich dessen bewusst. Er neigte dazu, sich unkritisch auf Hitlers Lagebeurteilungen zu verlassen. Eine Weisung Hitlers musste nach der Auffassung Buschs unbedingt befolgt werden. Laut dem US-amerikanischen Historiker Earl Ziemke wurde das Hauptquartier der Heeresgruppe Mitte unter Busch zu einem „ideenlosen Werkzeug, das lediglich Führerbefehle weiterleitete.“
Busch unterstanden mit Generaloberst Georg-Hans Reinhardt (3. Panzer-Armee), Generaloberst Gotthard Heinrici (4. Armee) und Generaloberst Walter Weiß (2. Armee) erfahrene Befehlshaber. Deshalb gelang es im Winter 1943/44, die Stellungen der Heeresgruppe Mitte im Wesentlichen zu halten. Einzig der Verlust des Eisenbahnknotenpunkts Newel war ein schwerwiegenderer Rückschlag. Doch im Vergleich zu den Gebietsverlusten der anderen beiden deutschen Heeresgruppen war der Rückzug der Heeresgruppe Mitte minimal. Während der sogenannten Rollbahnschlachten bei Witebsk und Orscha, die von Januar 1944 bis zum März 1944 andauerten, konnte die Front der Heeresgruppe Mitte gehalten werden. Busch trug wenig zu diesem Erfolg bei, der von der NS-Propaganda im Frühjahr 1944 intensiv ausgeschlachtet wurde.

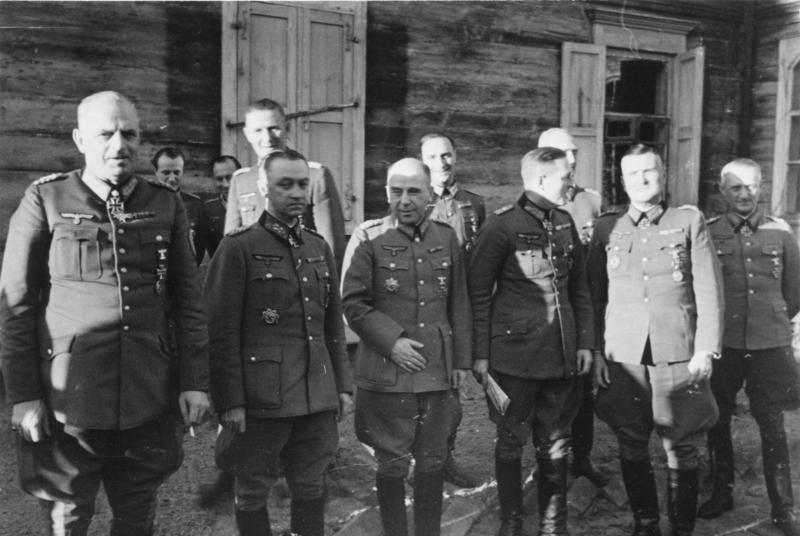
Ernst Busch (ganz links) gemeinsam mit anderen Offizieren, Sowjetunion, Mai 1944.

Aufgrund von Fehlinformationen der Abteilung Fremde Heere Ost ließ Busch es zu, dass seine Heeresgruppe im Frühjahr 1944 von nahezu allen beweglichen und gepanzerten Verbänden mit Ausnahme der 20. Panzer-Division entblößt wurde. Seinen untergebenen Armee-Oberbefehlshabern war die Unhaltbarkeit des von der Heeresgruppe besetzten Frontvorsprungs bewusst; daher versuchten sie mehrfach, Busch dazu zu bewegen, von Hitler eine Rückzugsgenehmigung zu erhalten. Zunächst lenkte Busch ein und ließ eigenmächtig eine Sehnenstellung errichten, die die Frontlinie der Heeresgruppe erheblich verkürzte. Als er auf einer Besprechung am 20. Mai 1944 versuchte, eine Rückzugsgenehmigung von Hitler zu erhalten, fragte dieser, ob Busch jetzt auch zu den Generälen gehöre, „die nach hinten blicken.“ Tief getroffen nahm Busch von den Rückzugsplänen Abstand und setzte sie trotz energischen Protests seiner Armee-Oberbefehlshaber nicht um. Stattdessen wurden die von Hitler definierten „festen Plätze“ Witebsk, Orscha, Mogilew und Bobruisk weiter befestigt.
Der mit weit überlegenen Kräften geführten sowjetischen Sommeroffensive, die am dritten Jahrestag des deutschen Angriffes am 22. Juni 1944 begann, war die Heeresgruppe Mitte nicht gewachsen und bereits am zweiten Tag der Offensive zerriss die Frontlinie. Die durch Hitler vorgegebene starre Verteidigungstaktik der „festen Plätze“ entsprach nicht dem asymmetrischen Kräfteverhältnis zwischen den deutschen und sowjetischen Streitkräften. Busch informierte das OKH nur unvollständig über die tatsächliche Lage der Heeresgruppe und untersagte, gemäß Hitlers Anweisungen, zunächst jegliche Rückzugsbewegungen. Erst am 26. Juni flog er zu Hitler auf den Obersalzberg, um die Genehmigung für eine beweglichere Kampfführung zu erreichen. Hitler lehnte die Bitten Buschs erneut ab, begriff aber erstmals, dass die Heeresgruppe einer Katastrophe entgegenging.
Busch hatte ab dem 27. Juni keinerlei Überblick mehr über die tatsächliche Lage, am Morgen des 28. Juni 1944 bat er erneut telefonisch im OKH um die Freigabe der „festen Plätze“ Bobruisk und Mogilew. An beiden Orten war die Vernichtung großer Korpsverbände jedoch bereits unabwendbar. Busch wurde als Oberbefehlshaber entlassen und am Abend des 28. Juni durch Generalfeldmarschall Walter Model ersetzt. Er empfand diese Entlassung als persönliche Kränkung, da er immer treu die Befehle Adolf Hitlers befolgt hatte. Busch verließ daher am 29. Juni seinen Posten, ohne Model in die gegenwärtige Lage einzuweisen, die ihm ohnehin nur noch lückenhaft bekannt war. Busch, der stets seine „höchste Pflicht im absoluten Gehorsam“ gesehen hatte, trug ebendadurch wesentlich zum Zusammenbruch der Heeresgruppe Mitte bei.

#### Endphase des Dritten Reiches
Nach dieser Niederlage schien die Militärkarriere von Busch beendet zu sein. Er zog sich nach Schlesien und später nach Ostbevern zurück. Jetzt bewahrte ihn seine Loyalität gegenüber Hitler vor einem möglichen Kriegsgerichtsverfahren. Unabhängig davon nagte der von ihm mitverantwortete katastrophale Untergang der Heeresgruppe Mitte an seiner Psyche. Im Juli 1944 wurde er als gebrochen und deprimiert beschrieben. Es kursierten bald Gerüchte, dass er Suizid begangen habe. Auf Anraten von Generaloberst Guderian, der nach dem Attentat vom 20. Juli 1944 zum Chef des Generalstabes des Heeres ernannt worden war, ließ Hitler Busch die Beerdigungsrede für den an den Folgen des Attentats am 1. Oktober 1944 verstorbenen General der Infanterie Rudolf Schmundt halten.
Ende März 1945 hatte er vom Reichsführer SS Heinrich Himmler die Führung über den Führungsstab Nordküste übernommen. Im April 1945 wurde Busch Oberbefehlshaber der Heeresgruppe H, die kurz darauf in Heeresgruppe Nordwest umbenannt wurde.
Als Nachfolger von Großadmiral Karl Dönitz, der nach Hitlers Suizid zum Staatsoberhaupt und Oberbefehlshaber der Wehrmacht aufgerückt war, wurde Busch in den letzten Kriegstagen noch „Oberbefehlshaber Nord“ (d. h. Befehlshaber aller Resttruppen im norddeutschen Raum). Buschs Hauptquartier befand sich Anfang Mai 1945 in Kollerup bei Flensburg, ungefähr zehn Kilometer vom Sonderbereich Mürwik entfernt, wo die letzte Reichsregierung unter Karl Dönitz ihren Sitz genommen hatte. 
Generaladmiral Hans-Georg von Friedeburg unterzeichnete am 4. Mai nach Autorisation durch Dönitz gegenüber dem britischen Feldmarschall Bernard Montgomery in der Lüneburger Heide die Teilkapitulation der Wehrmacht für Nordwestdeutschland, Dänemark und die Niederlande. 
Am 11. Mai 1945 gab Busch über den noch von Deutschen kontrollierten Sender Flensburg einen Befehl. 
Feldmarschall Montgomery rief Busch auf Veranlassung des britischen Kriegsministers zur Ordnung auf und erklärte ihm, dass er »ihn und seinen Stab nur solange brauche, als auf diese Weise die Durchführung der Kapitulation glatter vonstatten ging«.
Dönitz und seine Mitarbeiter wurden am 23. Mai 1945 von Soldaten der 11. britischen Panzerdivision verhaftet.

### Gefangenschaft und Tod

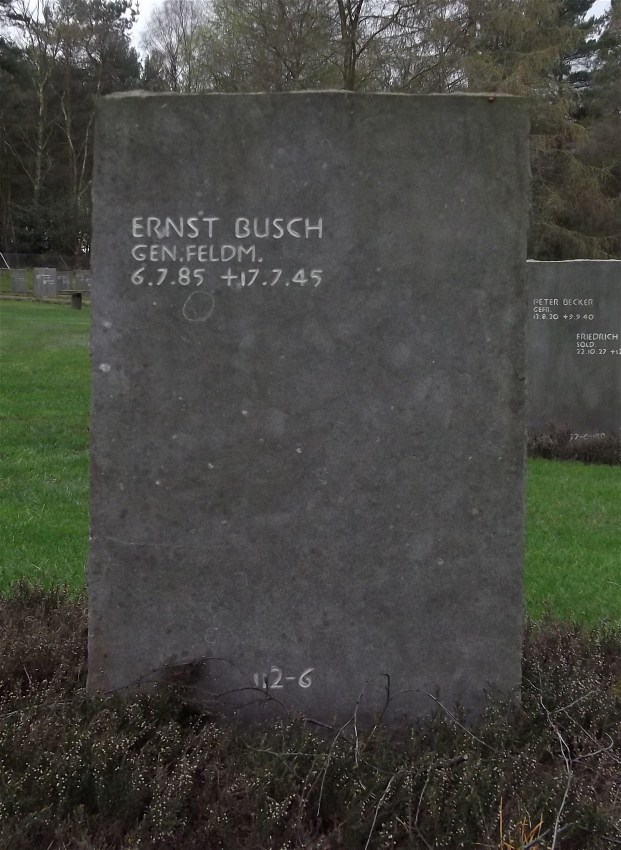
Sein Grab auf dem deutschen Soldatenfriedhof von Cannock Chase

Nach seiner Gefangennahme am 23. Mai 1945 wurde Busch nach England gebracht und dort im Lager Aldershot in der Grafschaft Hampshire interniert. Dort verstarb er als gebrochener Mann bereits am 17. Juli desselben Jahres, nachdem er schon länger an pectanginösen Beschwerden gelitten hatte, im Rahmen eines akuten kardialen Geschehens. Er wurde ohne Zeremonie auf der Deutschen Kriegsgräberstätte Cannock Chase bestattet.

## Auszeichnungen
- Eisernes Kreuz II. Klasse, 20. September 1914[19]
- Eisernes Kreuz I. Klasse, 6. März 1915
- Ritterkreuz des Königlichen Hausordens von Hohenzollern mit Schwertern, 14. Juni 1917
- Pour le Mérite, 4. Oktober 1918
- Ritterkreuz des Eisernen Kreuzes, 26. Mai 1940
- Ritterkreuz mit Eichenlaub, 21. August 1943.